# Karl Czapp

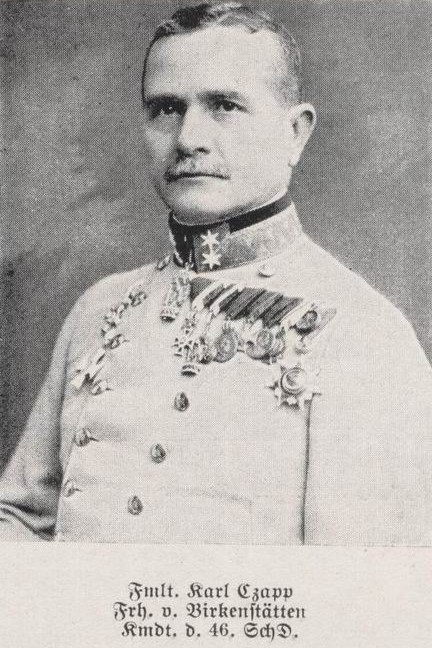
General Karl Czapp von Birkenstetten (1864–1952)

Karl Czapp (Freiherr von Birkenstetten) (* 9. Jänner 1864 in Bjelovar; † 18. Oktober 1952 in Wien) war k.k. Landesverteidigungsminister und ein General der k.k. Landwehr und der österreichisch-ungarischen k.u.k. Armee.

## Leben
Er war der Sohn des Försters Josef Czapp und der Carolina geb. van der Schlott. Er trat 1885 in die österreichisch-ungarische Armee ein und absolvierte die K.u.k. Technische Militär-Akademie. Er kam als Leutnant zum neuen k.u.k. Feldkanonenregiment Nr. 12 in Budapest. Von 1888 bis 1890 absolvierte er seine Ausbildung an der k.u.k. Kriegsschule in Wien und wurde anschließend dem Offizierskorps des Generalstabs zugeteilt. Er diente als Stabsoffizier in der 4. Kavalleriebrigade in Budapest und später im 4. Er wurde 1893 zum Hauptmann 1893 befördert und diente ab 1900 als Major im Stab des 1. Armeekorps in Krakau. Am 26. Juni 1907 wurde er als Vorstand der Abteilung 2/W im Kriegsministerium zum Oberst im Generalstab befördert. Diese Abteilung war für wehrgesetzliche und aus den Unteroffiziers-Anstellungsgesetzen hervorgehende Angelegenheiten verantwortlich. Auch bei seiner Beförderung zum Generalmajor war er am 4. November 1912 noch in dieser Funktion tätig. Am 5. August 1914 wurde er zum Kommandant der neuen k.u.k. 106. Landsturm-Infanteriedivision ernannt. 1915 wurde er als Nachfolger von Generalmajor Adam Brandner von Wolfszahn zum Kommandant der Krakauer k.k. 46. Schützendivision ernannt. Diese führte er bei der Schlacht von Gorlice-Tarnow im Mai 1915 in Galizien. Am 26. August 1915 wurde er zum Feldmarschalleutnant befördert.
Am 21. September 1915 wurde er zum Sektionschef im k.k. Ministerium für Landesverteidigung ernannt. Er war vom 23. Juni 1917 bis 27. Oktober 1918 k.k. Landesverteidigungsminister (zum Vortrag beim Allerhöchsten Oberbefehl berechtigt) in den Regierungen („Ministerien“) Seidler und Hussarek. Danach wurde mit der Leitung des Verteidigungsministeriums Sektionschef Friedrich Freiherr Lehne von Lehnsheim betraut. (siehe Ministerium Lammasch) Nach dem Ende der Monarchie wurde Karl Czapp mit der Liquidierung des Verteidigungsministeriums beauftragt und am 1. November 1920 aus der Armee entlassen.
Karl Czapp spielte 1924 eine unrühmliche Rolle beim Zusammenbruch der „Nordisch-Oesterreichischen Bank“, die 1922 gegründet worden war, um die „christliche werktätige Bevölkerung vor der Ausbeutung durch das jüdische Bankkapital zu schützen und die arischen Geldanleger davor zu bewahren, daß ihr Sparpfennig in jüdische Hände gerät“.
Am 9. Oktober 1944 verlieh ihm Adolf Hitler das Recht zum Tragen der neuen Uniform der Wehrmacht und beförderte ihn zum General der Artillerie a. D.

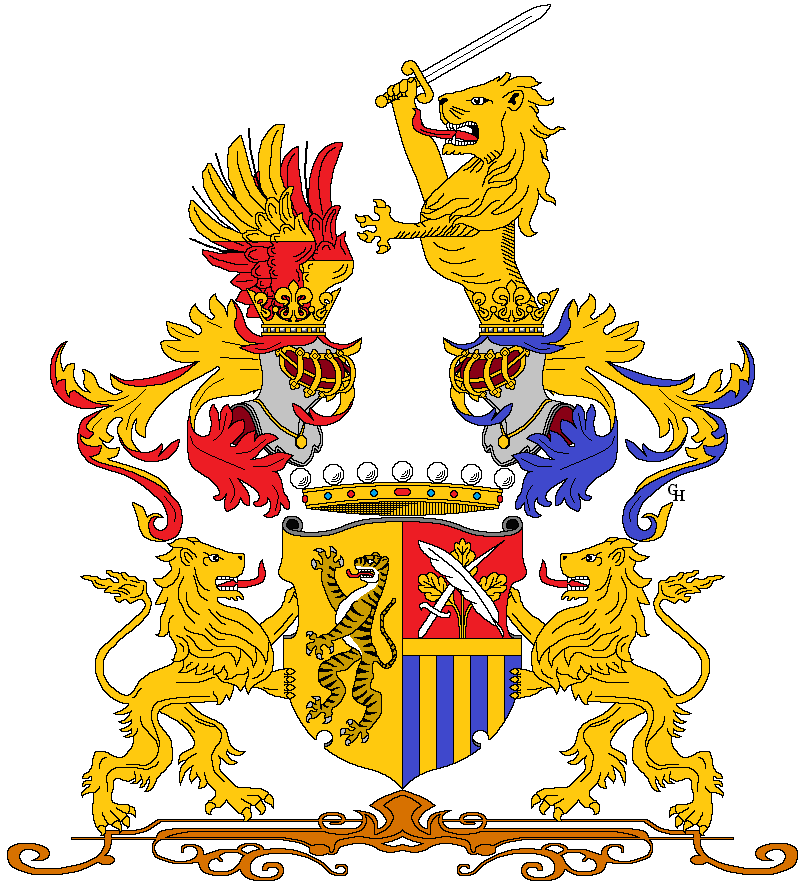
Wappen Karl Czapp von Birkenstettens (1864–1952)

## Ehrungen
Im Jahr 1914 wurde er in den Adelsstand erhoben, im Dezember desselben Jahres erhielt er das Prädikat von Birkenstetten, die Ernennung zum Freiherrn erfolgte dann 1918. Die Konstituierende Nationalversammlung Deutschösterreichs beschloss am 3. April 1919 das Adelsaufhebungsgesetz, mit dem Adelstitel für Österreicher aufgehoben wurden. Das Gesetz trat am 10. April 1919 in Kraft.
Bei seiner Ernennung zum Minister für Landesverteidigung wurde er auch zum Geheimrat ernannt und erhielt den Titel einer Exzellenz (1917). Während seiner militärischen Laufbahn erhielt er zahlreiche Auszeichnungen: Er wurde zum Ritter des Leopold-Ordens geschlagen (1912), erhielt den Orden der Eisernen Krone zweiter Klasse mit Kriegsverdienst (1915) und das Militärverdienstkreuz zweiter Klasse mit Kriegsverdienst (1917). Während des Ersten Weltkriegs wurde er außerdem mit dem Ehrenzeichen für Verdienste um das Rote Kreuz (1916) ausgezeichnet und mit dem Orden der Preußischen Krone und dem Eisernen Kreuz I. und II. Klasse ausgezeichnet.

## Familie
Am 21. Oktober 1895 hatte er in Pljevlja in Montenegro die zwölf Jahre jüngere Katharina Edle von Dessovic (1877–1932) geheiratet. Nach der Scheidung (vor 1922) heiratete er seine Frau erneut. Das Paar hatte drei Kinder.